# Yume no Soto e
 (juillet 2023).
La mise en forme du texte ne suit pas les recommandations de Wikipédia : il faut le « wikifier ».
Les points d'amélioration suivants sont les cas les plus fréquents. Le détail des points à revoir est peut-être précisé sur la page de discussion.
- Les titres sont pré-formatés par le logiciel. Ils ne sont ni en capitales, ni en gras.
- Le texte ne doit pas être écrit en capitales (les noms de famille non plus), ni en gras, ni en italique, ni en « petit »…
- Le gras n'est utilisé que pour surligner le titre de l'article dans l'introduction, une seule fois.
- L'italique est rarement utilisé : mots en langue étrangère, titres d'œuvres, noms de bateaux, etc.
- Les citations ne sont pas en italique mais en corps de texte normal. Elles sont entourées par des guillemets français : « et ».
- Les listes à puces sont à éviter, des paragraphes rédigés étant largement préférés. Les tableaux sont à réserver à la présentation de données structurées (résultats, etc.).
- Les appels de note de bas de page (petits chiffres en exposant, introduits par l'outil «  Source ») sont à placer entre la fin de phrase et le point final[comme ça].
- Les liens internes (vers d'autres articles de Wikipédia) sont à choisir avec parcimonie. Créez des liens vers des articles approfondissant le sujet. Les termes génériques sans rapport avec le sujet sont à éviter, ainsi que les répétitions de liens vers un même terme.
- Les liens externes sont à placer uniquement dans une section « Liens externes », à la fin de l'article. Ces liens sont à choisir avec parcimonie suivant les règles définies. Si un lien sert de source à l'article, son insertion dans le texte est à faire par les notes de bas de page.
- La présentation des références doit suivre les conventions bibliographiques. Il est recommandé d'utiliser les modèles {{Ouvrage}}, {{Chapitre}}, {{Article}}, {{Lien web}} et/ou {{Bibliographie}}. Le mode d'édition visuel peut mettre en forme automatiquement les références.
- Insérer une infobox (cadre d'informations à droite) n'est pas obligatoire pour parachever la mise en page.

Pour une aide détaillée, merci de consulter Aide:Wikification.
Si vous pensez que ces points ont été résolus, vous pouvez retirer ce bandeau et améliorer la mise en forme d'un autre article.
« Yume no Soto e » est le troisième single de Gen Hoshino.
Sorti sous le label SPEEDSTAR RECORDS le 4 juillet 2012.

## aperçu
Sorti cinq mois après l'œuvre précédente " Film ".
Le premier hit a enregistré des ventes de 26 000 exemplaires, ce qui est le chiffre le plus élevé en soi.
La première édition limitée est livrée avec un DVD bonus dans une pochette.
Le DVD contient une œuvre vidéo composée de séquences en direct et de documentaires. Le réalisateur est Shota Yamagishi, qui a travaillé sur la vidéo de l'œuvre de Hoshino .

## Plus de détails sur les œuvres enregistrés

### CD
(Paroles/composition/arrangement : Gen Hoshino, Instruments à cordes : Mio Okamura, Gen Hoshino, Instruments à vents : Satoshi Takeshima, Gen Hoshino)
1. Yume no Soto e (夢の外へ) [3:52]
  - Chanson Shiseido " ANESSA " pub de 2012. La version utilisée dans la publicité a ensuite été distribuée comme sonnerie sur certains services de distribution de musique comme Yume no Soto e (publicité Ver.).
  - La chanson thème de TV Shin-Hiroshima « Ikitaga Rino ».
  - La vision du monde de la chanson est basée sur le jeu vidéo open source « Yume Nikki » [2].
  - Concernant cette chanson, Hoshino a déclaré : "Je veux essayer la J-pop folle et cool à ma manière. Cependant, je voulais qu'il puisse garder les pieds sur terre, peu importe sa distance d'étirement ou sa distance de vol. [3].
  - Le clip est réalisé par Yasuyuki Yamaguchi , qui travaille pour la première fois avec Hoshino [4].
2. Parody (パロディ) [4:26]
  - Chanson utilisée pour le film " Paikaji Nankai Operation ".
  - Il est réalisé en hommage à Haruomi Hosono [5].
3. Kanata (彼方) [4:01]
  - Le thème est " Gunma Prefecture Soul Music " [3].
  - Hama Okamoto [6] d'OKAMOTO'S joue de la basse pour ce titre, et Kohei Kamiya d'Akai Kutsu joue de la batterie pour ce titre.
4. Denpatou (電波塔) (version maison) [3:21]
  - L'inspiration de la chanson est la tour de Tokyo [3].

### DVD en édition limitée
"Yume no Soto e no Naka e (夢の外への中へ)" Réalisateur : Shota Yamagishi sa duré est d'environ 70 minutes
- Clip vidéo : "Yume no Soto e (夢の外へ)" (réalisateur : Yasuyuki Yamaguchi )
- En direct : "La tournée nationale de Gen Hoshino" Épisode 2 et au-delà""
- Documentaire : enregistrement et création du clip vidéo, etc.
- Enregistrement de commentaires audio par Gen Hoshino et le personnel

## Musiciens participants
- Gen Hoshino : Voix, Chœur, Guitares, claquements de main, Piano, Piano électrique, Percussion
- Daichi Ito : batterie, claquements de mains
- Wataru Iga : basse, claquements de mains
- Ren Takada : Pedal Steel, Claquements de main
- Takashi Nomura : Piano, Clap
- Mio Okamura, Osamu Ino, Mikiko Ise, Yutaka Sugino, Shohei Yoshida : Violon
- Kaoru Hagiwara et Reiichi Tateizumi : alto
- Ayano Kasahara, Ayumu Hashimoto : Violoncelle
- Oralie, Shohei Takashiro, Yu Arauchi, Tsubasa Hashimoto : Refrain
- Satoshi Takeshima : Saxophone ténor
- Taichiro Kawasaki : Trompette
- Hitoshi Ishitoya : Trombone
- Yoshihiro Ushiroseki : Saxophone baryton
- Kohei Kamiya : Batterie
- Hama Okamoto : Basse

## cover
Yume no Soto e (夢の外へ)
- Kou Shibasaki - Enregistré dans l'album de couverture " Zukou Utau " (sorti le 20 juillet 2016) [7]

## note de bas de page
1. ↑  « 星野源3rdシングルはアネッサCMソング含む新録4曲入り », 音楽ナタリー,‎ 20 avril 2012 (lire en ligne, consulté le 6 novembre 2016)
2. ↑  『Stranger』ライナーノーツ。
3. 1 2 3  « 星野源「夢の外へ」インタビュー », 音楽ナタリー,‎ 4 juillet 2012 (lire en ligne)
4. ↑  « 星野源「夢の外へ」PVで憧れのダンサー＆監督とコラボ », 音楽ナタリー,‎ 22 juin 2012 (lire en ligne)
5. ↑  « 星野源のニューシングルは、現在絶賛放送中の資生堂アネッサ2012CMソング », EMTG MUSIC,‎ 3 juillet 2012 (lire en ligne)
6. ↑  « 星野 源、資生堂アネッサＣＭソング『夢の外へ』をリリース », チケットぴあ,‎ 4 juillet 2012 (lire en ligne)
7. ↑  « 柴咲コウ「続こううたう」で星野源、GAO、マイラバ、陽水ら名曲カバー », 音楽ナタリー,‎ 10 juin 2016 (lire en ligne, consulté le 10 juin 2016)